# Kennet (Clackmannanshire)
Pour les articles homonymes, voir Kennet.
Kennet est un ancien village minier d'Écosse, aujourd'hui devenue une aire protégée. Elle est située dans le council area et région de lieutenance du Clackmannanshire.
Elle se trouve à 1,5 kilomètre au sud-est de Clackmannan.
La famille Bruce, dont les deux plus célèbres représentants sont Robert Bruce, Lord Kennet (en) et Alexander Bruce, est originaire de Kennet.
Entre 1905 et 1961, des mines de charbon ont été exploitées à Kennet.